# William John Adie
William John Adie, né le 31 octobre 1886 à Geelong, en Australie, et mort le 17 mars 1935 est un médecin et neurologue britannique connu pour sa description du syndrome d'Adie et de la narcolepsie.

## Biographie

### Jeunesse et formation
Il effectue sa scolarité à la Flinder's Street Model School, d'Adélaïde, mais doit l'abandonner dès l'âge de 13 ans pour servir de soutien à sa famille après le décès de son père, survenu en 1899. Il travaille comme commis dans un bureau et son employeur ayant remarqué ses facultés d'apprentissage finance ses cours du soir. C'est ainsi qu'Adie réussit ses examens d'entrée à l'université. Un médecin de Geelong, Arthur South, lui suggère alors de se lancer dans des études médicales et, dans ce but, un oncle de Boston lui offre un billet aller simple de £19 pour l'Angleterre. Il s'inscrit à l'université d'Édinbourg et grâce à l'aide de son oncle et à une bourse d'études, il y obtient son diplôme en 1911. Par la suite, il s'oriente vers la  neurologie, et profite d'un voyage d'études d'une année pour se familiariser  avec cette spécialité à Berlin, Vienne, Munich et Paris.

### Service militaire
Durant la première Guerre mondiale, il combat en France, d'abord comme médecin officier au Northamptonshire Regiment dont il est l'un des rares survivants après la bataille de Mons, à cause de la rougeole qui l'empêche d'y participer. Il est ensuite affecté au Leicestershire Regiment, et s'y distingue en sauvant plusieurs soldats lors d'une attaque aux gaz en 1916, en improvisant des masques à gaz faits de vêtements imbibés d'urine. C'est au cours d'une permission qu'il épouse, la même année, Lorraine Bonar, avec qui il aura deux enfants. Il sert ensuite en qualité de neurologue au 7e Hôpital Général (7th General Hospital) où il participe à la prise en charge des patients traumatisé crâniens.

### Carrière hospitalière
Après la guerre, il travaille comme médecin à l'hôpital de Charing Cross avant de travailler à l'hôpital national des maladies nerveuses, Queens Square, et à l'hôpital ophtalmologique Moorfields à Londres, pratiquant la médecine générale avec la neurologie comme spécialité. Il devient membre du Royal College of Physicians en 1919, puis Fellow (FRCP) en 1926, année où il se voit également décerner la médaille d'or pour son M.D. à Édimbourg. 
En 1932 Adie est un des fondateurs de l'Association of British Neurologists (en), fondée lors d'une réunion chez Gordon Holmes le 28 juillet.

### Dernières années
Adie était réputé un excellent enseignant en médecine et un grand diagnosticien avec d'extraordinaires pouvoirs d'observation. Parmi ses centres d'intérêt, on compte aussi l'ornithologie, le tennis et le ski. À l'âge de 45 ans il commence à souffrir d'angine de poitrine, ce qui l'oblige à prendre une retraite prématurée. Il meurt trois ans plus tard, le 17 mars 1935 d'un infarctus du myocarde à l'âge de 48 ans.

## Travaux
Avec son collègue et ami James Collier, William Adie est co-auteur du chapitre de neurologie du Textbook of the Practice of Medicine de Price, considéré comme le premier compte rendu de la neurologie dans un manuel général. Il est éponyme d'un syndrome  pupilaire dysautonomique et a consacré des études aux dysfonctions du lobe frontal et à la narcolepsie.